# Francis Pomponi
Francis Pomponi (* 25. April 1939 in Grasse, Frankreich; † 4. September 2021 in Bastia, Korsika) war ein französischer Historiker und Hochschullehrer, der sich vornehmlich mit der Geschichte Korsikas beschäftigte.

## Leben
Pomponi besuchte das Lycée Masséna in Nizza und studierte an der Universität Aix-Marseille. 1962 absolvierte er die Agrégation in Geschichte. Anschließend war er als Assistent für antike Geschichte in Montpellier tätig. Ab 1967 lehrte er als „Maître-Assistant“ und „Maître de conférence“ (Dozent) Neuere Geschichte an der Universität der Provence Aix-Marseille I. 1982 ging er nach Corte, wo er an der neu eröffneten Universität Korsika das Institut d’Etudes Corses mit errichtete. 1987 wechselte er nach Nizza an die Universität Nizza Sophia-Antipolis, an der er bis zu seiner Emeritierung 2005 als Universitätsprofessor für Neuere Geschichte lehrte.
Pomponis Forschungsschwerpunkt war die Geschichte Korsikas, außerdem beschäftigte er sich im Rahmen vergleichender Geschichte auch intensiv mit Sardinien. Er war Generalsekretär der Association des Chercheurs en Sciences Humaines und bis 2002 Herausgeber der Zeitschrift Etudes Corses (Korsische Studien), die er 1973 zusammen mit Fernand Ettori und Georges Ravis-Giordani gegründet hatte. 2018 erschien dort eine ihm gewidmete Sonderausgabe mit 15 seiner Artikel (Francis Pomponi, Parcours d'un Historien des Iles Copertina flessibile).
Pomponi engagierte sich auch politisch, wobei er sich gegen korsischen Nationalismus aussprach. Im März 2014 und erneut im Mai 2020 wurde er zum Bürgermeister der Gemeinde Verdèse auf Korsika gewählt.
Francis Pomponi starb 2021 im Alter von 82 Jahren in Bastia und wurde auf dem Friedhof von Verdèse beigesetzt. Er hinterließ seine Ehefrau und zwei Söhne.

## Werke
- Alexandre Colonna d’Istria (1782–1859) et son temps. Colonna, Alata 2010, ISBN 978-2-915922-44-8.
- Vendetta, justice et politique en Corse. Colonna, Alata 2010, ISBN 978-2-915922-32-5.
- Le mémorial des Corses. Gleizal, Ajaccio 1982.
- Le mémorial des Corses. Gleizal, Ajaccio 1980.
- Le mémorial des Corses. Chronique de fin de siècle. Gleizal, Ajaccio 1999.
- Histoire d’Ajaccio. Mit Paul Silvani. Marge, Ajaccio 1992, ISBN 2-86523-096-1.
- De Bastelica à Bastelicaccia. Mit Jean-Jacques Usciati. A. Piazzola, Ajaccio 2006, ISBN 2-915410-30-5.
- Histoire de la Corse. (= Que sais-je ? Band 262). Mit Paul Arrighi. Presses Universitaires de France, Paris 2003, ISBN 2-13-053372-8.
- Essai sur les notables ruraux en Corse au XVIIème siècle. La Pensée universitaire, Aix-en-Provence 1962.
- Le mémorial des Corses. Mit Michel-Claude Weiss. Gleizal, Ajaccio 1982, ISBN 84-499-1920-7.
- Histoire de la Corse. Hachette, Paris 1979, ISBN 2-01-003859-2.

### Artikel
- Gregorovius entdeckt Korsika. In: Arnold Esch, Jens Petersen (Hrsg.): Ferdinand Gregorovius und Italien. Eine kritische Würdigung. Niemeyer, Tübingen 1993, ISBN 3-484-82078-0, S. 42–58.
- L’impiegho comm … In: Peuples méditerranéens/Mediterranean Peoples. ISSN 0399-1253.
- Triennio sardo? Déba … In: Revue d’Histoire Moderne et Contemporaine. ISSN 0048-8003.
- Pouvoir civil, pouvo … In: Annales Historiques de la Revolution Francaise. ISSN 0003-4436.
- Police champêtre et … In: Annales du Midi. ISSN 0003-4398.
- Essai sur les notables ruraux en Corse au XVIIe siècle. In: Publications des annales de la Faculté des Lettres. / Serie: Travaux et mémoires, 1962.